# Os Impedidos
Os Impedidos foi um programa de televisão brasileiro produzido e exibido pela TV Gazeta entre 09 de outubro de 2011 e 03 de novembro de 2013, sempre aos domingos ás 21h da noite. Era estrelado pelos humoristas Renato Tortorelli, Rodrigo Cáceres, Richard Godoy, Rafael Marinho e André Santi.
O programa tinha a proposta de unir humor e futebol, mesclando o comentário esportivo com ficção e comédia dentro de um formato de sitcom.

## O programa
Os amigos Digão (Rodrigo Cáceres), Gringo (Rafael Marinho) e Renatão (Renato Tortorelli) se encontram semanalmente em um bar para relaxar, conversar sobre os jogos e fatos da semana e, principalmente, dar muita risada. Para servi-los e importuna-los, o bar conta com japonês-argentino Hermano (André Santi), o garçom e gerente do local. Outro frequentador é Biscui (Richard Godoy), bêbado que está sempre por lá, deixando tudo mais confuso – e engraçado. O bar também recebe com frequência diversas personalidades do esporte, da música e televisão para uma conversa descontraída. 

## História

### Formato
Inicialmente de cara limpa e depois como personagens, os humoristas faziam comentários e piadas envolvendo os acontecimentos futebolísticos e jogos da semana, como numa conversa informal de bar entre amigos. Ao mesmo tempo aconteciam no local situações e histórias típicas de uma sitcom a cada episódio. Ao longo do tempo, outros esportes e a cultura pop em geral se tornaram temas, e o programa passou a incluir esquetes e paródias musicais e de outros programas. Em 2013 surgiu o quadro "Bola-Fora", onde famosos de diferentes segmentos falavam sobre atualidades e suas carreiras, num bate papo descontraído e bem humorado. 

### Produção
O programa foi o primeiro projeto concebido pelo Núcleo de Criação da Fundação Cásper Líbero, criado pela superintendência da TV Gazeta com o objetivo de revitalizar e trazer novas ideias á programação da emissora. Com a necessidade de um programa para anteceder o Mesa Redonda no domingo á noite, surgiu a ideia de misturar futebol com humor. Após algumas tentativas e ajustes, se chegou ao formato almejado.
Para compor o elenco foram convocados nomes de destaque do stand-up brasileiro que além de atuar, também escreviam o roteiro do programa. Rodrigo Cáceres além de comediante com diversas passagens pela TV, também é um renomado imitador, trazendo mais possibilidades e versatilidade ao programa. Renato Tortorelli era integrante do programa de rádio Galera Gol, que também unia futebol com humor. Completaram o time André Santi e Rafael Marinho, considerados grandes revelações da comédia paulistana. No segundo ano de programa, Richard Godoy se juntou ao grupo com um personagem de sua criação após agradar a direção em algumas participações esporádicas.

## Elenco
| André Santi       | Hermano |  |  |  |
| Rodrigo Cáceres   | Digão   |  |  |  |
| Renato Tortorelli | Renatão |  |  |  |
| Rafael Marinho    | Gringo  |  |  |  |
| Richard Godoy     | Biscui  |  |  |  |

## Episódios
| Temporada | Temporada | Episódios | Estreia da temporada | Final da temporada     |
| --------- | --------- | --------- | -------------------- | ---------------------- |
|           | 1         | 11        | 9 de outubro de 2011 | 18 de dezembro de 2011 |
|           | 2         | 52        | 8 de janeiro de 2012 | 30 de dezembro de 2012 |
|           | 3         | 44        | 6 de janeiro de 2013 | 3 de novembro de 2013  |